# Cerovlje
Cerovlje je općina u Hrvatskoj. Nalazi se u Istarskoj županiji.

## Općinska naselja
U sastavu općine je 16 naselja (stanje 2006.), to su: Belaj, Borut, Cerovlje, Ćusi, Draguć, Gologorica, Gologorički Dol, Gradinje, Grimalda, Korelići, Novaki Pazinski, Oslići, Pagubice, Paz i Previž.

## Zemljopis
Cerovlje je selo 7 km sjeveroistočno od Pazina. Smješteno je odmah uz izlazni čvor Istarskog ipsilona. Mjesto je nastalo i razvijalo se izgradnjom državne željezničke pruge Divača – Pula. Na prostoru oko Cerovlja, postoje mnoge stare crkve, naselja, ostaci kula i kuća, jer se velik dio stanovništva odselio u veće gradove.

## Stanovništvo
Po popisu stanovništva iz 2021. godine, općina Cerovlje imala je 1453 stanovnika.
Po popisu stanovništva iz 2001. godine, općina Cerovlje imala je 1745 stanovnika, raspoređenih u 15 naselja:
- Belaj – 18
- Špelići – nenaseljeno
- Borut – 232
- Cerovlje – 229
- Ćusi – 45
- Draguć – 79
- Gologorica – 274
- Gologorički Dol – 84
- Gradinje – 43
- Grimalda – 78
- Korelići – 67
- Novaki Pazinski – 216
- Oslići – 78
- Pagubice – 135
- Paz – 79
- Previž – 88

| broj stanovnika | 3585  | 3707  | 3954  | 3993  | 4185  | 4378  | 4405  | 4780  | 3834  | 3607  | 3049  | 2485  | 2024  | 1815  | 1745  | 1677  | 1453  |
|                 | 1857. | 1869. | 1880. | 1890. | 1900. | 1910. | 1921. | 1931. | 1948. | 1953. | 1961. | 1971. | 1981. | 1991. | 2001. | 2011. | 2021. |

| broj stanovnika | 131   | 135   | 196   | 228   | 223   | 216   |       | 1090  | 282   | 285   | 303   | 243   | 223   | 203   | 229   | 241   | 197   |
|                 | 1857. | 1869. | 1880. | 1890. | 1900. | 1910. | 1921. | 1931. | 1948. | 1953. | 1961. | 1971. | 1981. | 1991. | 2001. | 2011. | 2021. |

### Nacionalni sastav, 2001.
- Hrvati – 1352 (77,48 %)
- Talijani – 18 (1,03 %)
- Slovenci – 5 (0,29 %)
- Srbi – 3
- neopredijeljeni – 364 (20,86 %)
- ostali – 3

## Poznate osobe
- Mons. Ivan Grah, hrvatski crkveni arhivist i povjesničar Istre, svećenik Porečke i Pulske biskupije.[4]